# ريمانتادين
ريمانتادين (بالإنجليزية: Rimantadine)‏ هو أحد الأدوية المضادة للفيروسات التي تعطى عن طريق الفم يستخدم لعلاج عدوى فيروس إنفلونزا أ وفي حالات نادرة الوقاية منه. عندما يعطى خلال اليومين الأولى من ظهور أعراض الإنفلونزا فإنه يقلل فترة الإصابة ويخفف من شدة الأعراض.
ريمانتادين وأمانتادين هما من مشتقات أدامانتان. وقد حصل ريمانتادين على ترخيص إدارة الغذاء والدواء عام 1994، ويسوق تحت اسم تجاري هو فلومادين (بالإنجليزية: Flumadine)‏.
ذكرت مراكز مكافحة الأمراض واتقائها أن 100٪ من حالات الإصابة بالإنفلونزا الموسمية من نوع H3N2 ووباء إنفلونزا الخنازير 2009 كانت مقاومة ريمانتادين، لذلك لم يعد ينصح باستخدامه في علاج الإنفلونزا.